# Josep Miquel Sanmiquel i Planell
Josep Miquel Sanmiquel i Planell (Sabadell, 9 de febrer de 1920 - 10 d'agost de 2010) fou un empresari tèxtil, professor i director de l'Escola Industrial, implicat en el l'aparició o el foment de diverses entitats com l'Acadèmia de Belles Arts, la Fundació Bosch i Cardellach, la Parròquia de la Puríssima, les Agrupacions Professionals Narcís Giralt i la Caixa de Sabadell.

## Formació
Fill d'empresaris de la indústria tèxtil, estudià la primària als Escolapis de Sabadell, els estudis de comerç a l'Acadèmia Miralles de Sabadell i va fer dos cursos intensius els anys 1936-1940 a l'Escola d'Alts Estudis Mercantils de Barcelona, on obtingué el que posteriorment s'homologaria a la llicenciatura de ciències econòmiques. En aquesta època de joventut es va comprometre amb la prelatura de l'Opus Dei i juntament amb Joan Argemí i Fontanet i Josep Gambús, va formar part del grup promotor del Club Racó de Sabadell, que va començar al número 81 del carrer de la Salut el 1969. Va estar molt vinculat a la Parròquia de la Concepció i a Acció Catòlica. Es va casar el 1946 amb Carme Urpí i Margarit, a qui va conèixer ballant sardanes.

## Entitats
Va participar en diversos equips de govern municipals de Sabadell tant amb ajuntaments franquistes com democràtics. Va militar en el Frente de Juventudes des del 1939 i a FET-JONS des del 1941, sent conseller local del Movimiento. Entre 1946 i 1952 va ser tinent d'alcalde de Cultura i Ensenyament. També participà al llarg de la seva en diverses entitats de Sabadell. El 1943 fou nomenat secretari del Patronat de l'Escola de Comerç, on fou també encarregat de la càtedra de legislació mercantil espanyola fins al 1951. Anys més tard, el 1995, participà en la reunió per la creació de l'Escola Universitària de Titulats Mercantils i Empresarials, que es constituí el 1996.
També fou el segon director de l'Escola Industrial des de mitjans de la dècada de 1930. Impulsà les Agrupacions Professionals Narcís Giralt o l'Institut Sallarès i Pla per a formar joves empresaris tèxtils, que es va fundar el 1947. També participà en la Fundació Bosch i Cardellach, fou president de l'Acadèmia de Belles Arts de Sabadell del 1967 al 1972, i fundà l'Associació Caps de Casa per a defensar els valors de la família, que esdevindria el Cercle d'Estudis Sabadell, que presidí. Estigué vinculat al Centre d'Esports Sabadell des de ben petit com a soci, i durant el 1991 com a president de la Junta Gestora del Centre d'Esports de Sabadell i també fou conseller d'Honor del Club Natació Sabadell. Fou professor de tecnologia i ètica al Centre d'Estudis Ramar des de la dècada del 1980 i durant 15 anys .
L'any 1990 va perdre la seva mare i la seva dona i se'n va anar a les Obres Missionals Pontifícies durant uns mesos. Durant els últims anys de la seva vida va rebre diversos guardons com el premi Cambra al Mèrit Empresarial el 2003, el premi Tenacitat 2003 de les Agrupacions Professionals Narcís Giralt, i la Medalla de la Ciutat al Mèrit Educatiu de l'Ajuntament de Sabadell. També es dedicà als mitjans de comunicació a partir dels 75 anys tant a la ràdio com a la Televisió de Sabadell i a través de col·laboracions setmanals al Diari de Sabadell. A través del testament va cedir diversos objectes als museus municipals de Sabadell.
Diverses entitats, incloent l'Ajuntament li van retre homenatge al Teatre Principal el 20 d'octubre de 2011. Entesa per Sabadell criticà que l'Ajuntament homenatgés a un exregidor franquista.

## Llibres publicats
- Josep Miquel Sanmiquel Planell. La Problemàtica educacional en els nostres dies.  Fundació Bosch i Cardellach, 1963.
- Josep Miquel Sanmiquel Planell. Evocació i elogi de l'Escola Pia: un document de 1826.  Fund. Bosch y Cardellach, 1997. ISBN 978-84-921048-5-7.